# Kelemen Balázs
Kelemen Balázs (1978. szeptember 30. –) profi ökölvívó, WBO nagyközépsúlyú interkontinentális bajnok valamint a WBF nagyközépsúlyú nemzetközi bajnoka. Edzői Radó László és Őri József. A sportmenedzser-iroda csapatának tagja.

## Eredményei

### Amatőr
- Eb-résztvevő
- Bocskai emlékverseny – 2. helyezett
- Uniós Eb-résztvevő
- Magyar bajnokság - ezüstérmes
- Magyar bajnokság-kétszeres bronzérmes
- Magyar válogatott kerettag